# Blåsarsymfonikerna
Blåsarsymfonikerna (Stockholms Spårvägsmäns Musikkår 1906-2001), på engelska The Swedish Wind Ensemble, är en framstående svensk blåsorkester och fd militärmusikkår. Orkestern grundades 1906 under namnet Stockholms Spårvägsmäns Musikkår som en sextett och stod under Stockholms Spårvägars regi och från 1967 till 2001 under SL. Musikkåren hade under denna tid nära samverkan med driftvärnet och Livgardet vid högvaktsavlösningar på slottet. Båsarsymfonikerna är idag en del av Länsmusiken i Stockholm och har Musikaliska som hemmascen. Konstnärlig ledare och chefsdirigent är sedan 2016 Cathrine Winnes då hon efterträdde Christian Lindberg.
Orkestern firade 100-årsjubileum 2006, bland annat med en utlandsturné. Andra stora konserter är den årliga konserten Stockholms Luciakonsert tillsammans med Adolf Fredriks musikklasser och Stockholms musikgymnasium samt den årliga uppsättningen av Carl Orffs "Carmina Burana".